# Valerio's Datingshow
Valerio's Datingshow was een wekelijks programma op de muziekzender TMF, dat in de zomer van 2006 op televisie was. 
Het werd gepresenteerd door Valerio Zeno die hiervoor al bekend was van zijn programma Wakker worden met Valerio.
In Valerio's Datingshow neemt een vrijgezelle man of vrouw 3 vrienden mee. Zij mogen uit 3 vrijgezelle kandidaten een geschikte date vinden voor hun vriend(in). De vrienden kunnen de kandidaten niet zien en door middel van vragen, voeltest en dergelijke wordt uiteindelijk de geschikte date gekozen. De vrijgezel zelf heeft geen invloed en kan alleen meekijken.